# Paul von Köberle

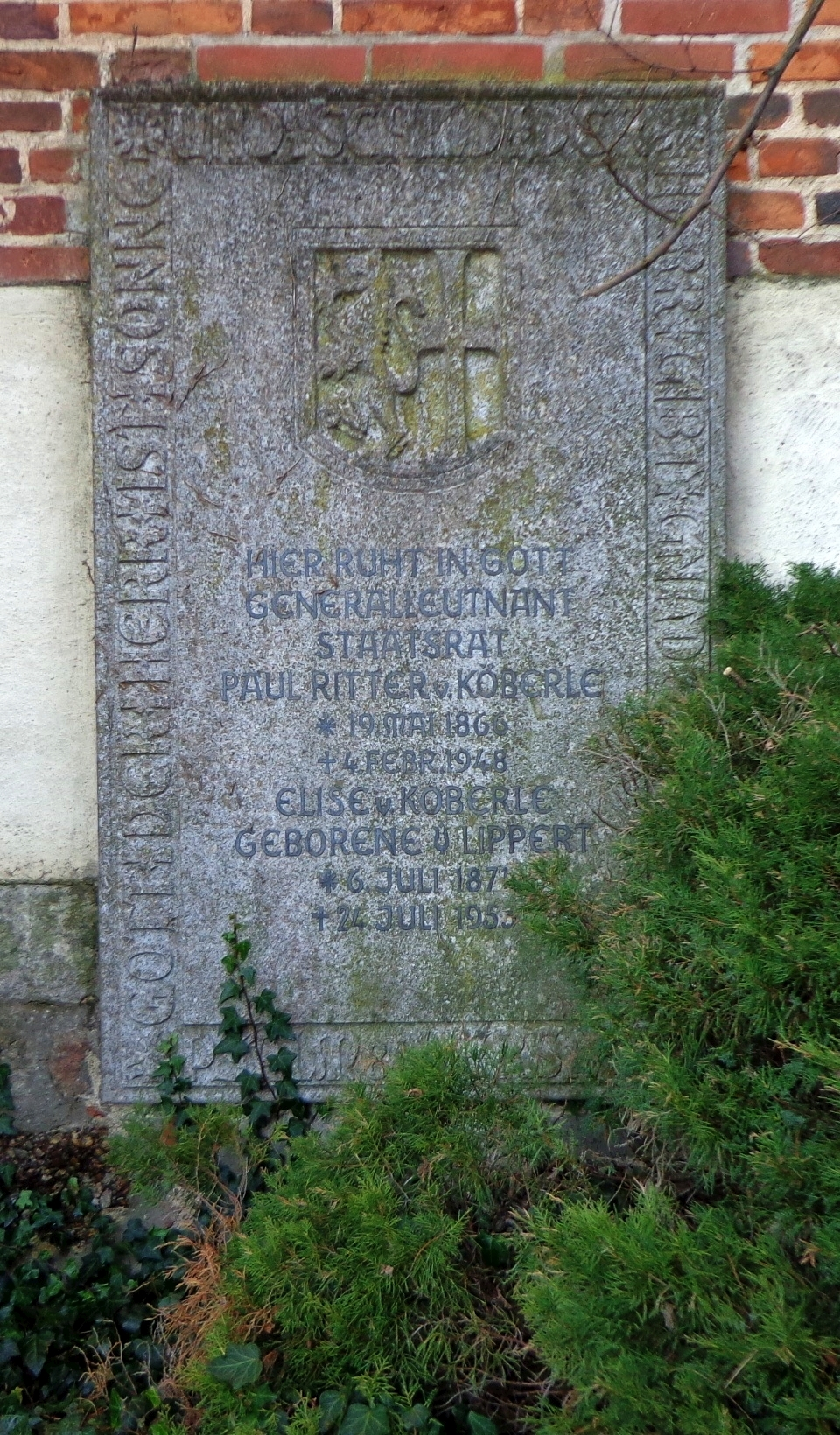
Grabstein von Generalleutnant Ritter von Köberle und seiner Gemahlin an der Laurentiuskirche in Ortenburg

Paul Köberle, seit 1917 Ritter von Köberle, (* 19. Mai 1866 in Memmingen; † 4. Februar 1948 in Rammelsbach) war ein bayerischer Generalleutnant.

## Leben

### Herkunft  und Familie
Paul war der Sohn des evangelischen Kirchenrates Hermann Köberle und dessen Ehefrau Sophie, geborene Burger. Sein Bruder war der Rostocker Theologe und Hochschullehrer Justus Köberle.
Er war seit dem 20. April 1892 mit Elise, geborene Lippert verheiratet. Das Ehepaar hatte einen Sohn und drei Töchter. Köberle und seine Gemahlin sind bestattet auf dem Friedhof der Laurentiuskirche im Ortenburger Ortsteil Steinkirchen.

### Militärkarriere
Köberle trat nach der Absolvierung des Humanistischen Gymnasiums am 21. August 1884 als Dreijährig-Freiwilliger in das 2. Pionier-Bataillon der Bayerischen Armee ein. Dort erfolgte am 8. Juni 1886 seine Beförderung zum Sekondeleutnant. Von 1895 bis 1898 absolvierte Köberle die Kriegsakademie, die ihm die Eignung für den Generalstab und in besonderer Weise für das Lehrfach aussprach. Im weiteren Verlauf seinen Militärkarriere war Köberle ab 1911 Abteilungschef der Armee-Abteilung I (A I) im Kriegsministerium.
Bei Ausbruch des Ersten Weltkriegs war Köberle Generalmajor und als solcher wurde er ab 9. Februar 1916 als General der Pioniere bei der 6. Armee verwendet. Er war an den Stellungskämpfen in Flandern und Artois beteiligt, kämpfte in der Frühjahrsschlacht bei Arras und der Schlacht in Flandern sowie am Chemin des Dames und an der Ailette. Als Kommandeur der 6. Reserve-Division wurde Köberle für die erfolgreiche Abwehr feindlicher Durchbruchsversuche, bei der u. a. 20 feindliche Kampfwagen vernichtet wurden, am 31. Juli 1917 das Ritterkreuz des Militär-Max-Joseph-Ordens verliehen. Seine Heimatstadt ernannte ihn am 31. Januar 1918 zu ihrem Ehrenbürger. 1918 wurde er von seinem Posten abgelöst und ab 25. August 1918 als Bayerischer Militärbevollmächtigter in das Große Hauptquartier versetzt.
Nach Kriegsende war Köberle ab 21. Januar 1919 Bayerischer Staatsrat und als solcher Chef der Abteilung für persönliche Angelegenheiten im Staatsministerium für militärische Angelegenheiten. Am 22. August 1919 schied Köberle unter gleichzeitiger Verleihung des Charakters als Generalleutnant aus dem aktiven Militärdienst.

### Auszeichnungen
- Ritter des Verdienstordens der Bayerischen Krone verbunden mit der Verleihung des persönlichen Adels als Ritter von Köberle
- Ritter des Militär-Max-Joseph-Ordens
- Militärverdienstorden II. Klasse mit Schwertern
- Roter Adlerorden II. Klasse mit Schwertern
- Königlicher Hausorden von Hohenzollern
- Komtur des Ordens der Württembergischen Krone
- Großoffizier des St. Alexander-Ordens mit Schwertern
- Eiserner Halbmond